# Anyós
Anyós es un núcleo de población del Principado de Andorra situado en la parroquia de La Massana a 1,285 m de altitud. En 2009 tenía 667 habitantes.

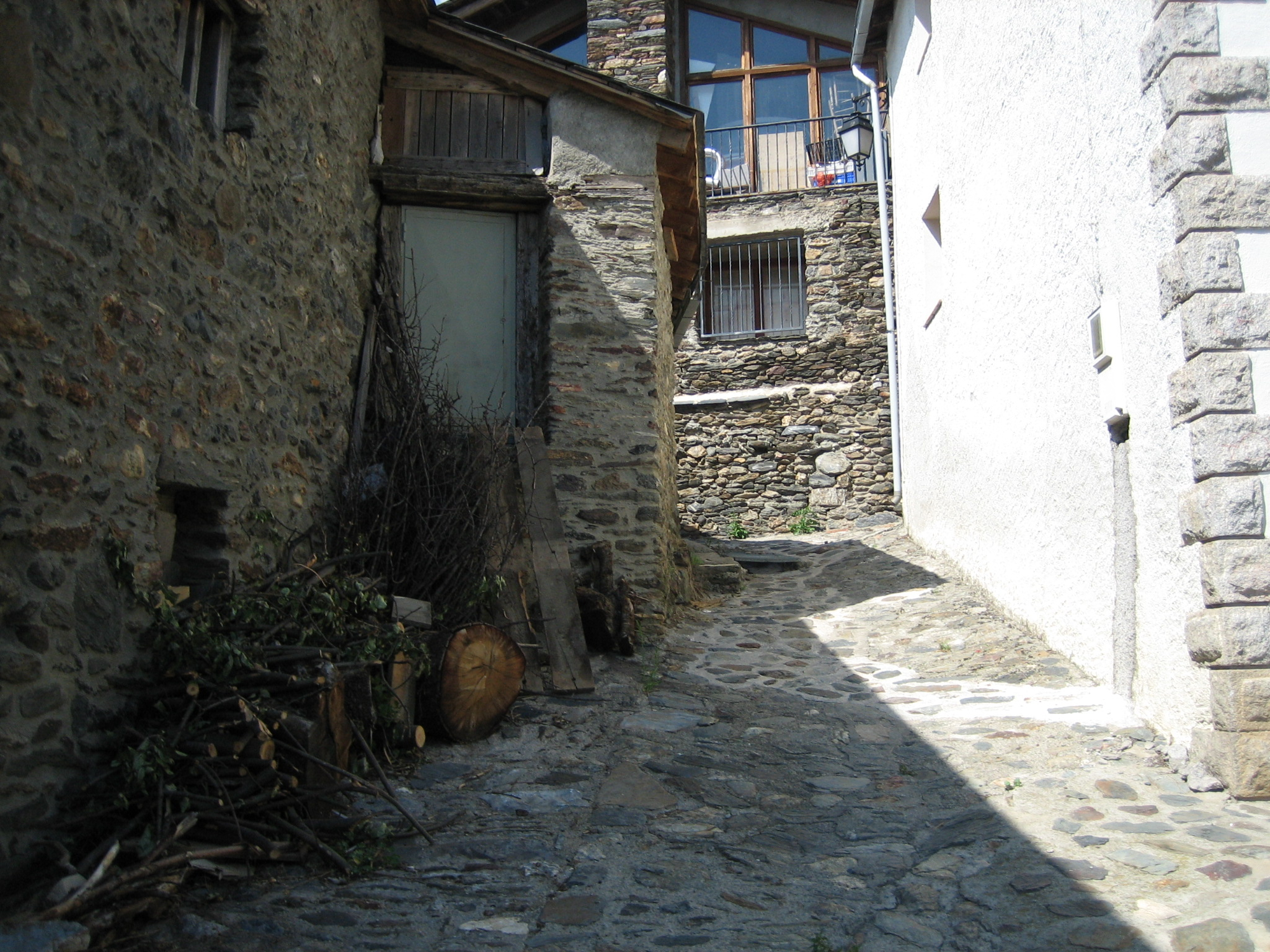
Calle del centro de la localidad.